# 吳文明 (1959年)
吳文明（1959年9月5日—2016年12月16日），京族，越南廣南省濰川縣人。擔任越南國會第12屆、第13屆和第14屆代表。